# Масова стрілянина в Осло (2022)
Массовий розстріл в Осло відбувся 25 червня 2022 року, внаслідок чого загинуло двоє людей, ще 21 поранено. Поліція розглядає інцидент як «акт ісламського тероризму», спрямований на ЛГБТ-прайд в Осло, який організувало місцеве відділення Норвезької організації сексуальної та гендерної різноманітності.
Поліція заарештувала Заніяра Матапура, громадянина Норвегії іранського походження, який проживає в Норвегії з 1991 року. Пізніше правоохоронці підтвердили, що спостерігали за Матапуром з 2015 року, заявивши, що він радикалізувався в ісламський екстремізм. Також з'ясувалося згодом що у нападника чимало «історій насильства та погроз», а також проблеми з психічним здоров'ям. Наразі Матапуру інкримінують звинувачення у вбивстві, замаху на вбивство та тероризмі.

## Розстріл
Стрілянина сталася в місцях, пов'язаних з Oslo Pride, місцевим ЛГБТ-прайдом, організованим відділенням Норвезької організації сексуального та гендерного різноманіття, напередодні прайд-параду. Перша стрілянина сталася в популярному гей-барі та нічному клубі London Pub. Журналіст норвезького громадського мовника NRK, який був присутній, заявив, що він був свідком того, як чоловік прийшов із сумкою, потім дістав зброю та почав стріляти. Журналіст спочатку подумав, що це пневматична зброя, поки в сусідньому барі не розбилося скло. За словами одного зі свідків, перед тим як почати стріляти, Матапура викрикував «Аллагу Акбар».
Потім зловмисник перейшов до ще двох закладів які знаходились поруч, зокрема до бару Per på hjørnet і ресторану з їжою на виніс. Виклик до поліції було отримано о 01:15 за місцевим часом, самі правоохоронці прибули через кілька хвилин. Підозрюваного затримали через п'ять хвилин після стрілянини. Від 80 до 100 людей сховалися в підвалі пабу під час нападу, а поранені лежали всередині, та зовні бару, сама ж поліція описує сцену злочину як «хаотичну».

## Жертви
Двоє людей загинули, ще двадцять одна людина отримали поранення, десятеро з яких були в тяжкому стані, інші одинадцять отримали легкі поранення. Серед загиблих — 60-річний чоловік, вбитий у лондонському пабі, і 54-річний чоловік, вбитий у барі Per på hjørnet. Обидві жертви проживали в Берумі.
Університетська лікарня Осло повідомила, що після нападу було оголошено стан підвищенної готовності. За словами Ескіла Педерсена, багато хто з присутніх у Лондонському пабі, включаючи його самого, також були на острові Утея під час бійні терориста Андерса Брейвіка.

## Розслідування
На пресконференції 25 червня 2022 року поліція заявила, що, на їхню думку, напад міг бути мотивований ненавистю до ЛГБТ а його головна ціль була прайд в Осло. Норвегія останнім часом страждає від постійних нападів на ЛГБТ-спільноту та підготовки маршів з боку анти ЛГБТ-екстремістів у соціальних мережах. Голова норвезької урядової комісії з питань екстремізму Катрін Торлейфссон, а також Amnesty International пов'язали напад із моделлю посилення нападів на ЛГБТ+ людей у Норвегії та Європі як на екстремістських онлайн-форумах, так і на відкритих платформах соціальних мереж.
Адвокат Матапура Джон Крістіан Елден заявив, що вони призупинили допити, оскільки Матапур боїться, що поліція буде маніпулювати ним. Елден розповів Aftenposten, що Матапур боїться, що поліція підмінить записані плівки. Елден підтвердив, що Матапура допитають у неділю вранці, хоча пізніше було підтверджено, що він відмовився з'явитися на допит, додавши додаткову вимогу — щоб його допит був оприлюднений повністю.

## Підозрюваний

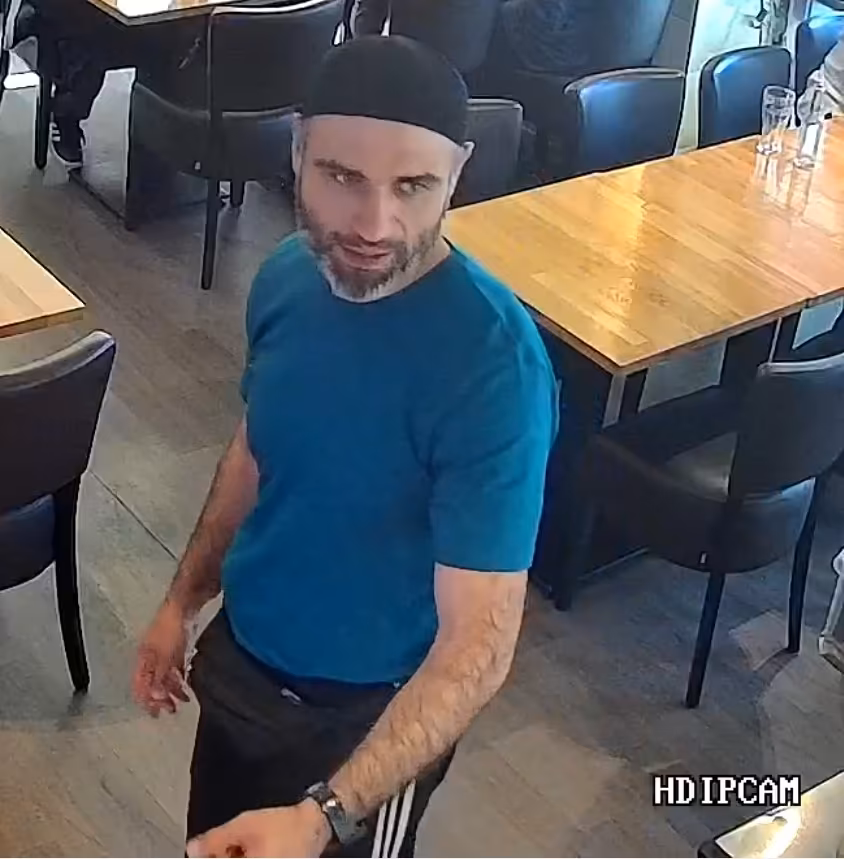
Матапур, сфотографований у ресторані в Осло, приблизно за дев'ять годин до масового розстрілу.

Підозрюваний ідентифікований як 42-річний норвежець іранського походження Заніяр Матапур, який переїхав з Ірану до Норвегії в 1991 році, коли йому було 12 років.
За даними каналу NRK, Матапур підтримував контакт з Арфаном Бхатті, ісламістським екстремістом, який був кілька разів засуджений за насильство. 14 червня Бхатті, якого в минулому також захищав Елден, опублікував у Facebook палаючий веселковий прапор із підписом та закликом до вбивства ЛГБТ+ людей. Бхатті є провідною фігурою «Проповідників Умма» (англ. The Prophet's Ummah) джихадистської організації, яка вербувала людей для Ісламської держави. Verdens Gang повідомляє, що Матапура зупиняла поліція в квітні, коли він їхав в одній машині з Бхатті.. Пізніше поліція підтвердила, що їй було відомо про підозрюваного з 2015 року, вважаючи, що він радикалізувався в ісламський екстремізм.
За словами норвезької прокуратури, Матапур мав значне кримінальне минуле, пов'язане з наркотиками та нападами, але до массового обстрілу він отримував лише «незначні судимості». Його мати розповіла, що раніше у нього діагностували параноїдну шизофренію.

## Наслідки
Після стрілянини прайд та пов'язані з ним заходи, які мали відбутися в Осло, були скасовані. Глава національної поліції  Марі Бенедикте Б'єрнланн (Marie Benedicte Bjørnland) заявила, що всі прайд заходи в Норвегії мають бути відкладені, оскільки ісламістські екстремісти вважають ЛГБТ-спільноту своїм «ворогом». Правоохоронці також порадили святкувати прайд як можна меншими групами. Незважаючи на попередження, кілька тисяч людей все ж взяли участь у тимчасовому параді з озброєною поліцією на охороні та поклали веселкові прапори та квіти в London Pub.
Марі Бенедикте Б'єрнланн оголосила про тимчасове загальнонаціональне озброєння поліцейських у Норвегії. Окрім того, Норвегія перейшла на найвищий рівень терористичної тривоги, хоча у Служби безпеки «не має поки достовірної інформації, про підготовку до нових терактів».

## Реакція

### Всередині країни

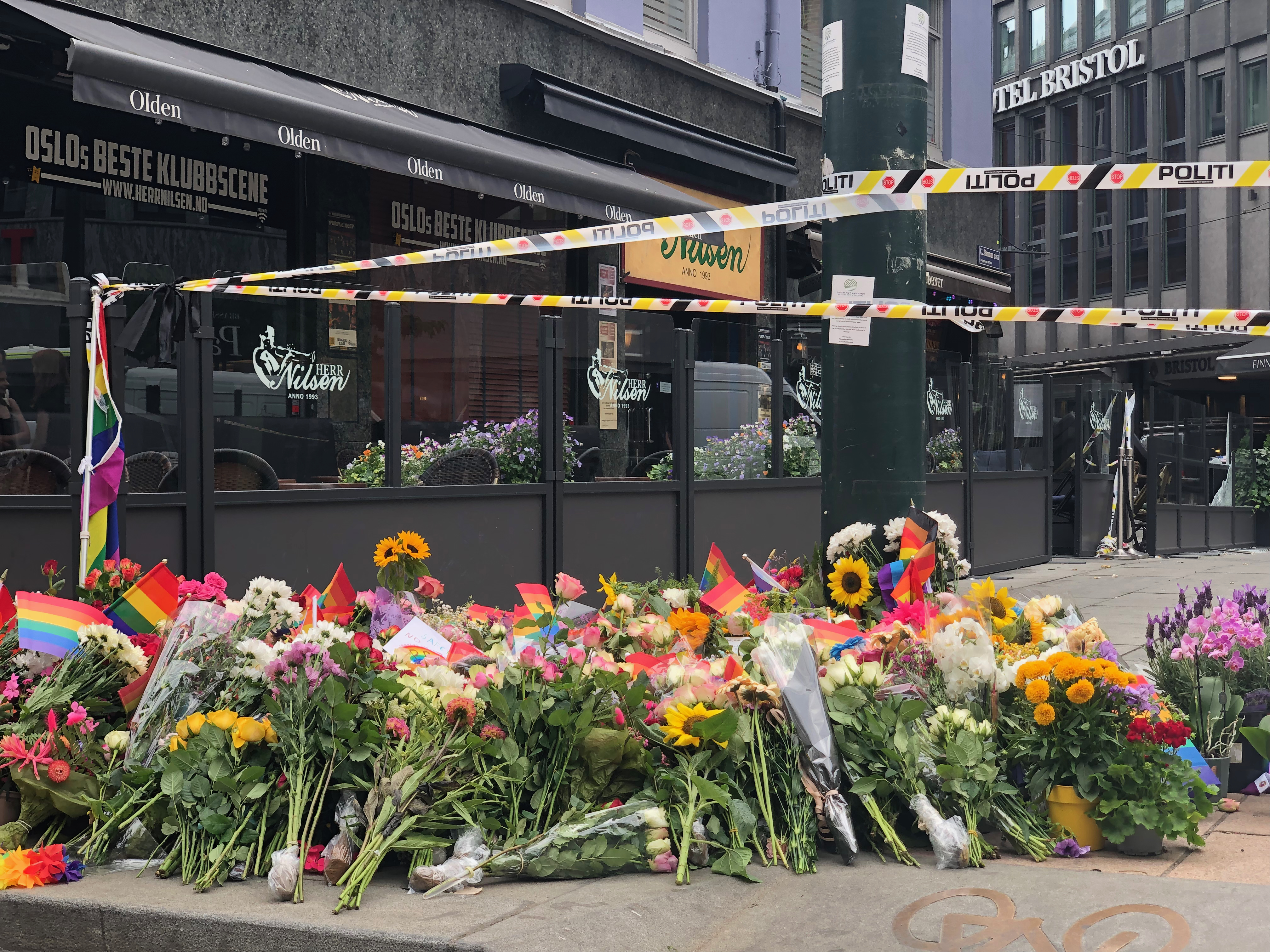
Покладення квіток з райдужними прапорами в сусідньому джаз-клубі Herr Nilsen у той же день після стрілянини.

Прем'єр-міністр Норвегії Йонас Гар Стере назвав стрілянину «жахливим нападом на невинних людей» та висловив солідарність з ЛГБТ-спільнотою. Він додав, що боротьба з ненавистю ще не закінчена, але тільки разом її можна подолати. Стере наголосив, що, хоча у злочинця були ісламістські мотиви, у нападі винна особа, а не мусульманська громада Норвегії. Проводячи паралелі з терактами в Норвегії 2011 року в 11-ту річницю, Стере закликав поміркованих мусульман відкинути гомофобні погляди та дії.
Президент норвезького парламенту Масуд Гараххані, норвежець іранського походження, заявив, що це «сумно і неприйнятно», що такий жорстокий напад міг статися.
Король Гаральд V заявив, що напади жахнули королівську родину, і висловив необхідність об'єднатися, щоб захистити свободу та різноманітність. Подібним чином кронпринц Гокон заявив, що Норвегії необхідно захистити право «любити, кого ми хочемо».
Єпископ Олав Фіксе Твейт, предстоятель Церкви Норвегії, висловив переконання, що після нападу любов набуде нової сили.

### Міжнародна
Багато лідерів інших країн були шоковані, висловлювали співчуття; дехто, як президент Франції Емманюель Макрон, закликали людей об'єднатися. Урсула фон дер Ляєн, президент Європейської комісії, розповіла, що вона шокована нападом. Президент Фінляндії Саулі Нійністе та прем'єр-міністр Санна Марін висловили співчуття у Twitter і засудили всі форми тероризму.
Прес-секретар Білого дому Джон Кірбі заявив, що Білий дім «нажаханий» стріляниною та висловив солідарність з Норвегією та ЛГБТ-спільнотою.